# Flora et Ulysse
 (décembre 2023).
Pour plus de détails, voir Fiche technique et Distribution.
Flora et Ulysse (Flora & Ulysses) est un film américain de Lena Khan sorti en 2021.
Diffusé directement sur Disney+, il est l'adaptation du roman jeunesse Les Aventures de Flora et Ulysse de l'écrivaine américaine Kate DiCamillo, paru en 2013.

## Fiche technique
- Titre original : Flora & Ulysses
- Titre français : Flora et Ulysse
- Réalisation : Lena Khan
- Scénario : Brad Copeland, d'après le roman Les Aventures de Flora et Ulysse de Kate DiCamillo
- Musique : Jake Monaco
- Décors : Zoe Jirik
- Costumes : Mona May
- Photographie : Andrew Dunn
- Montage : Jamie Gross
- Production : Gil Netter
- Sociétés de production : Walt Disney Pictures et Netter Productions
- Sociétés de distribution : Disney+
- Pays de production :  États-Unis
- Langue originale : anglais
- Format : couleur - ARRIRAW / Digital Intermediate - 1,85:1 - son Dolby Digital
- Genre : Comédie dramatique, super-héros
- Durée : 95 minutes
- Date de sortie[1] : 19 février 2021 (sur Disney+)

 Sauf indication contraire, les informations mentionnées dans cette section peuvent être confirmées par la base de données cinématographiques IMDb,  présente dans la section « Liens externes ».

## Distribution
- Matilda Lawler (en) (VF : Lior Chabbat) : Flora Buckman
- Emma Oliver : Flora à 6 ans
- John Kassir : Ulysse (effets vocaux)
- Alyson Hannigan (VF : Rafaèle Moutier) : Phyllis Buckman
- Ben Schwartz (VF : Antoine Schoumsky) : George Buckman
- Benjamin Evan Ainsworth (en) (VF : Simon Faliu) : William Spiver
- Nancy Robertson (en) : Tootie Tickham
- Danny Pudi (VF : Pascal Nowak) : Miller
- Kate Micucci (VF : Delphine Braillon) : Rita
- Darien Martin : Incandesto / Alfred T. Slipper
- Bobby Moynihan (VF : Jérôme Wiggins) : Stanlee
- Anna Deavere Smith (VF : Marie-Madeleine Burguet-Le Doze) : Dr Meescham
- Janeane Garofalo (VF : Armelle Gallaud) : Marissa

 Source et légende : version française (VF) sur RS Doublage et carton du doublage français.